# Roman Kotliński
Roman Kotliński (ur. 15 marca 1967 w Kole) – polski wydawca, pisarz, dziennikarz i publicysta oraz polityk, były duchowny rzymskokatolicki. Był redaktorem naczelnym tygodnika „Fakty i Mity” i posłem na Sejm VII kadencji.

## Życiorys

### Wykształcenie
Ukończył liceum ogólnokształcące w Kłodawie. W latach 1986–1989 kształcił się w Wyższym Seminarium Duchownym we Włocławku. Po rocznej przerwie kontynuował formację do stanu kapłańskiego w Wyższym Seminarium Duchownym w Łodzi, jednocześnie studiując w łódzkiej filii Akademii Teologii Katolickiej w Warszawie. W 1993 otrzymał tytuł zawodowy magistra teologii.

### Działalność zawodowa
12 czerwca 1993 przyjął święcenia kapłańskie i został inkardynowany do archidiecezji łódzkiej. Był wikariuszem w parafiach: Nawiedzenia Najświętszej Maryi Panny w Ruścu, Zesłania Ducha Świętego w Aleksandrowie Łódzkim i Najświętszej Maryi Panny Królowej Polski w Ozorkowie. Deklaruje, że wiarę stracił w Aleksandrowie po przeczytaniu książki Wielki bój autorstwa Ellen G. White. W 2015 decyzją Kongregacji ds. Duchowieństwa Roman Kotliński został wydalony z stanu duchownego wraz ze zwolnieniem go od celibatu i wszystkich zobowiązań wynikających ze święceń.
Faktycznie stan kapłański porzucił w 1996, zawarł następnie związek małżeński i wyjechał na krótko do Kanady. Po powrocie założył przedsiębiorstwo Glass-Plast, które produkowało przedmioty z tworzyw sztucznych. Następnie wspólnie z żoną przekształcił posiadane przedsiębiorstwo w wydawnictwo książkowe Niniwa, które wydało m.in. pamiętniki księdza Leonarda Świderskiego pt. Oglądały oczy moje.
W 1997 pod pseudonimem Roman Jonasz opublikował z własnych środków autobiografię pod tytułem Byłem księdzem, w której przedstawił swój punkt widzenia na wewnętrzną sytuację w diecezji włocławskiej i archidiecezji łódzkiej na przełomie lat 80. i 90., a także przykłady zachowań i prywatnego życia duchowieństwa w tych jednostkach administracyjnych Kościoła katolickiego, które miały go zrazić do dalszego pozostawania kapłanem. Książka ta, początkowo wydana w dziesięciu tysiącach egzemplarzy, osiągnęła łączny nakład 600 tysięcy egzemplarzy, a do 1999 pojawiły się dwie kolejne części.
W 1999 zakupił przedsiębiorstwo MIT, które przekształcił w Błaja News. Rok później zaczął za jego pośrednictwem wydawać tygodnik „Fakty i Mity”, którego został redaktorem naczelnym.

### Działalność polityczna
Od połowy lat 90. deklaruje polityczne poglądy lewicowe i antyklerykalne. W 1998 założył Stowarzyszenie Odnowy Kościoła Rzymsko-Katolickiego na rzecz Osób Poszkodowanych przez Duchownych, do którego zapisało się kilkanaście osób i które nie podjęło żadnej faktycznej działalności.
Przez kilka lat należał do Sojuszu Lewicy Demokratycznej. W 2002 był inicjatorem utworzenia Antyklerykalnej Partii Postępu „Racja”, w której do 2003 pełnił funkcję przewodniczącego. Później był jej honorowym przewodniczącym, następnie pozostał jej honorowym członkiem.
W 2011 kandydował w wyborach do Sejmu Rzeczypospolitej Polskiej z pierwszego miejsca listy komitetu wyborczego Ruch Palikota (z rekomendacji Racji Polskiej Lewicy, dawnej APP „Racja”) w okręgu wyborczym nr 9 w Łodzi. W wyniku głosowania z 9 października został wybrany na posła VII kadencji, otrzymując 17 720 głosów (4,89% głosów oddanych w okręgu). Został pierwszym w III RP parlamentarzystą, który był duchownym katolickim przed objęciem mandatu.
W opublikowanym przez Instytut Pamięci Narodowej wykazie osób publicznych podano, że w 1989 Roman Kotliński jako kleryk został zarejestrowany jako tajny współpracownik Służby Bezpieczeństwa. Roman Kotliński zaprzeczył tym doniesieniom. W 2012 prokurator IPN zarządził o pozostawieniu sprawy bez dalszego biegu wobec niestwierdzenia wątpliwości co do zgodności oświadczenia lustracyjnego z prawdą.
W 2013, w wyniku przekształcenia Ruchu Palikota, został posłem partii Twój Ruch (Racja Polskiej Lewicy przyłączyła się do tej partii, ulegając samorozwiązaniu). Opuścił jej klub wraz z grupą posłów 26 września 2014. Tydzień później współtworzył koło poselskie Bezpieczeństwo i Gospodarka, z którego w styczniu 2015 wystąpił. W tym samym roku nie ubiegał się o poselską reelekcję.

## Kontrowersje wokół Romana Kotlińskiego
15 lutego 2016 roku do redakcji wkroczyło kilkunastu funkcjonariuszy Centralnego Biura Śledczego Policji. Zatrzymali Romana Kotlińskiego i zabezpieczyli dokumentację finansową spółki Błaja News. Romanowi Kotlińskiemu postawiono zarzuty podżegania do zabójstwa byłej żony, nielegalnego posiadania broni palnej, działania na szkodę spółki i przywłaszczenia pieniędzy należących do spółki oraz wyłudzenia pieniędzy z tytułu ubezpieczenia od kradzieży dwóch samochodów, a w sierpniu 2019 roku został przez Sąd Okręgowy w Łodzi uznany winnym popełnienia wszystkich zarzucanych mu czynów. Łącznie sąd wymierzył mu karę bezwzględną 10 lat pozbawienia wolności. W 2023 r. opuścił zakład karny.
7 lipca 2016 roku w związku z zarzutami prokuratorskimi postawionymi redaktorowi naczelnemu dziennikarze tygodnika m.in. zastępca redaktora naczelnego Adam Cioch, sekretarz redakcji Paulina Arciszewska-Siek oraz reporterzy Oksana Hałatyn-Burda i Ariel Kowalczyk (Ariel Szenborn) odeszli z pracy w redakcji i założyli „Tygodnik Faktycznie”. W pierwszych numerach pisma ogłosili rezultaty rzekomego śledztwa dziennikarskiego w sprawie zarzutów kierowanych wobec redaktora naczelnego. Wydawca zarzucił byłym dziennikarzom pisma nielojalność, uszkodzenie sprzętu i zniesławienie Romana Kotlińskiego, zapowiadając to, że „Fakty i Mity” nadal będą się ukazywały. W listopadzie 2017 roku „Tygodnik Faktycznie” przestał się ukazywać.
W kwietniu 2022 roku Sąd Okręgowy w Łodzi skazał go na karę 4 lat i 6 miesięcy pozbawienia wolności za przywłaszczenie pieniędzy w kwocie blisko 1 740 000 złotych i posiadanie pornografii dziecięcej. W 2023 roku Sąd Apelacyjny w Łodzi w całości uchylił zaskarżony przez Kotlińskiego wyrok ws. posiadania pornografii dziecięcej i zwrócił sprawę do sądu pierwszej instancji.

## Wybrane publikacje
- Byłem księdzem. Prawdziwe oblicze Kościoła katolickiego w Polsce, Łódź 1997, ISBN 83-909042-0-9
- Byłem księdzem. Część 2. Owce ofiarami pasterzy, Łódź 1998, ISBN 83-909042-1-7
- Byłem księdzem. Część 3. Owoce zła, Łódź 1999, ISBN 83-909042-2-5
- Księga Jonasza. Wybrane komentarze naczelnego tygodnika Fakty i Mity z lat 2000–2005, Łódź 2005, ISBN 83-916438-1-6
- Księga Jonasza II. Wybrane komentarze naczelnego tygodnika Fakty i Mity z lat 2006–2010, Łódź 2010, ISBN 83-916438-1-6